# Lärchenberg
Der Lärchenberg (330,8 m) ist ein Berg im Oberlausitzer Gefilde südwestlich von Löbau.

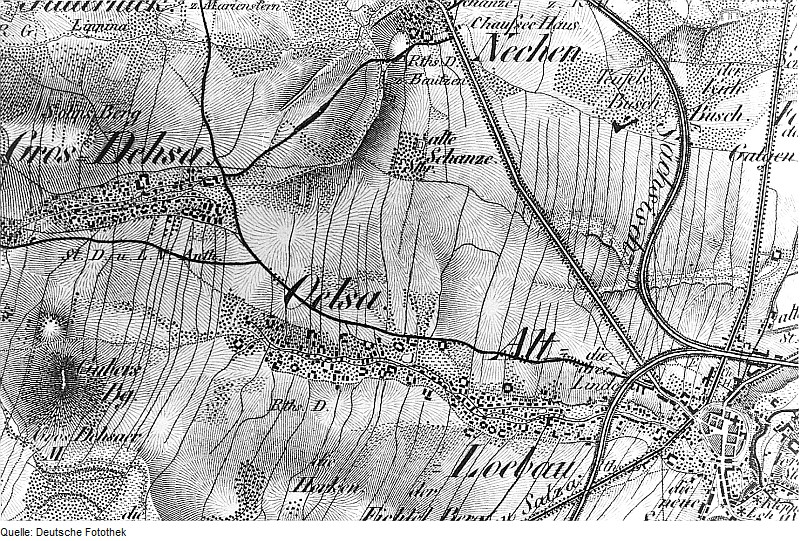
Karte von Oberreit um 1845 mit dem alten Namen Fichtel Berg (unterer Rand)

Bei den Bewohnern der Umgebung heißt die Erhebung „Lärchenhübel“, bei Oberreit „Fichtel Berg“. Sie befindet sich auf der Flur von Oelsa und besteht aus Granodiorit, den ein Lamprophyrgang durchzieht, der früher abgebaut wurde. Den Gipfel überzieht ein ca. 1,7 ha großer Laubgehölzbestand mit einzelnen Lärchen, in dem sich einige Wohn- und Wochenendhäuser befinden. Die Erhebung gehört zu einer kleinen Hügelkette, die das Littetal im Norden begleitet. Diese beginnt mit der Kleinen Landeskrone (376,9 m) und setzt sich über den Bubenik (375,9 m), Fuchsberg (345,0 m) und den Fichtelberg (341,3 m) zum Lärchenberg fort, um mit dem Nonnenberg (314,9 m) bei Großschweidnitz zu enden.
Die exponierte Lage des Berges gestattet einen Blick auf die benachbarte Stadt Löbau und den dahinter liegenden Löbauer Berg, weiter über einen Teil des Ackerhügellandes und der Ostlausitzer Vorbergzone bis zum Kottmar. Etwa 500 m südwestlich vom Lärchenberg stand an der S 151 (Straße Löbau-Lawalde) die Gaststätte Lindenhof am Heiteren Blick. Unmittelbar daneben befand sich früher ein Wasserhochbehälter, den die Stadt Löbau 1891 in Betrieb genommen hatte.